# 92585 Fumagalli
92585 Fumagalli este un asteroid din centura principală de asteroizi.

## Descriere
92585 Fumagalli este un asteroid din centura principală de asteroizi. A fost descoperit pe 7 august 2000 la Gnosca de Stefano Sposetti. Asteroidul prezintă o orbită caracterizată de o semiaxă mare de 2,43 ua, o excentricitate de 0,21 și o înclinație de 1,7° în raport cu ecliptica.